# Benet
Pour les articles homonymes, voir Benet (homonymie).
Benet est une commune française située dans le département de la Vendée, en région Pays de la Loire.
Commune de la région naturelle du Marais poitevin, elle est incluse dans le parc naturel régional du marais poitevin.
Ses habitants sont les Benetains.

## Géographie
Le territoire municipal de Benet s'étend sur 5 030 hectares (50,3 km2). L'altitude moyenne de la commune est de 31 m, avec d'un terrain fluctuant entre 1 et 84 m,.
À proximité de Niort (11 km) en Deux-Sèvres et de Fontenay-le-Comte (19 km) en Vendée, Benet ouvre le chemin vers :
- le sud de la Vendée ;
- le Marais poitevin ;
- et, plus loin, le littoral atlantique.

La diversité de ses paysages, la plaine calcaire de Lesson, les marais de Sainte-Christine, Aziré ou Nessier, en font une commune variée.

### Climat
Pour des articles plus généraux, voir Climat des Pays de la Loire et Climat de la Vendée.
En 2010, le climat de la commune est de type climat océanique franc, selon une étude du CNRS s'appuyant sur une série de données couvrant la période 1971-2000. En 2020, Météo-France publie une typologie des climats de la France métropolitaine dans laquelle la commune est exposée à un climat océanique et est dans la région climatique  Poitou-Charentes, caractérisée par un bon ensoleillement, particulièrement en été et des vents modérés. 
Pour la période 1971-2000, la température annuelle moyenne est de 12 °C, avec une amplitude thermique annuelle de 14,6 °C. Le cumul annuel moyen de précipitations est de 867 mm, avec 11,3 jours de précipitations en janvier et 6,9 jours en juillet. Pour la période 1991-2020, la température moyenne annuelle observée sur la station météorologique de Météo-France la plus proche, sur la commune de Niort à 11 km à vol d'oiseau, est de 12,8 °C et le cumul annuel moyen de précipitations est de 846,6 mm,. Pour l'avenir, les paramètres climatiques de la commune estimés pour 2050 selon différents scénarios d'émission de gaz à effet de serre sont consultables sur un site dédié publié par Météo-France en novembre 2022.

## Urbanisme

### Typologie
Au 1er janvier 2024, Benet est catégorisée bourg rural, selon la nouvelle grille communale de densité à sept niveaux définie par l'Insee en 2022.
Elle appartient à l'unité urbaine de Benet, une unité urbaine monocommunale constituant une ville isolée,. Par ailleurs la commune fait partie de l'aire d'attraction de Niort, dont elle est une commune de la couronne,. Cette aire, qui regroupe 91 communes, est catégorisée dans les aires de 50 000 à moins de 200 000 habitants,.

### Occupation des sols
L'occupation des sols de la commune, telle qu'elle ressort de la base de données européenne d’occupation biophysique des sols Corine Land Cover (CLC), est marquée par l'importance des territoires agricoles (91,3 % en 2018), en diminution par rapport à 1990 (94,5 %). La répartition détaillée en 2018 est la suivante :
terres arables (69,5 %), prairies (12,5 %), zones agricoles hétérogènes (9,3 %), zones urbanisées (7,5 %), zones industrielles ou commerciales et réseaux de communication (0,7 %), milieux à végétation arbustive et/ou herbacée (0,5 %). L'évolution de l’occupation des sols de la commune et de ses infrastructures peut être observée sur les différentes représentations cartographiques du territoire : la carte de Cassini (XVIIIe siècle), la carte d'état-major (1820-1866) et les cartes ou photos aériennes de l'IGN pour la période actuelle (1950 à aujourd'hui).

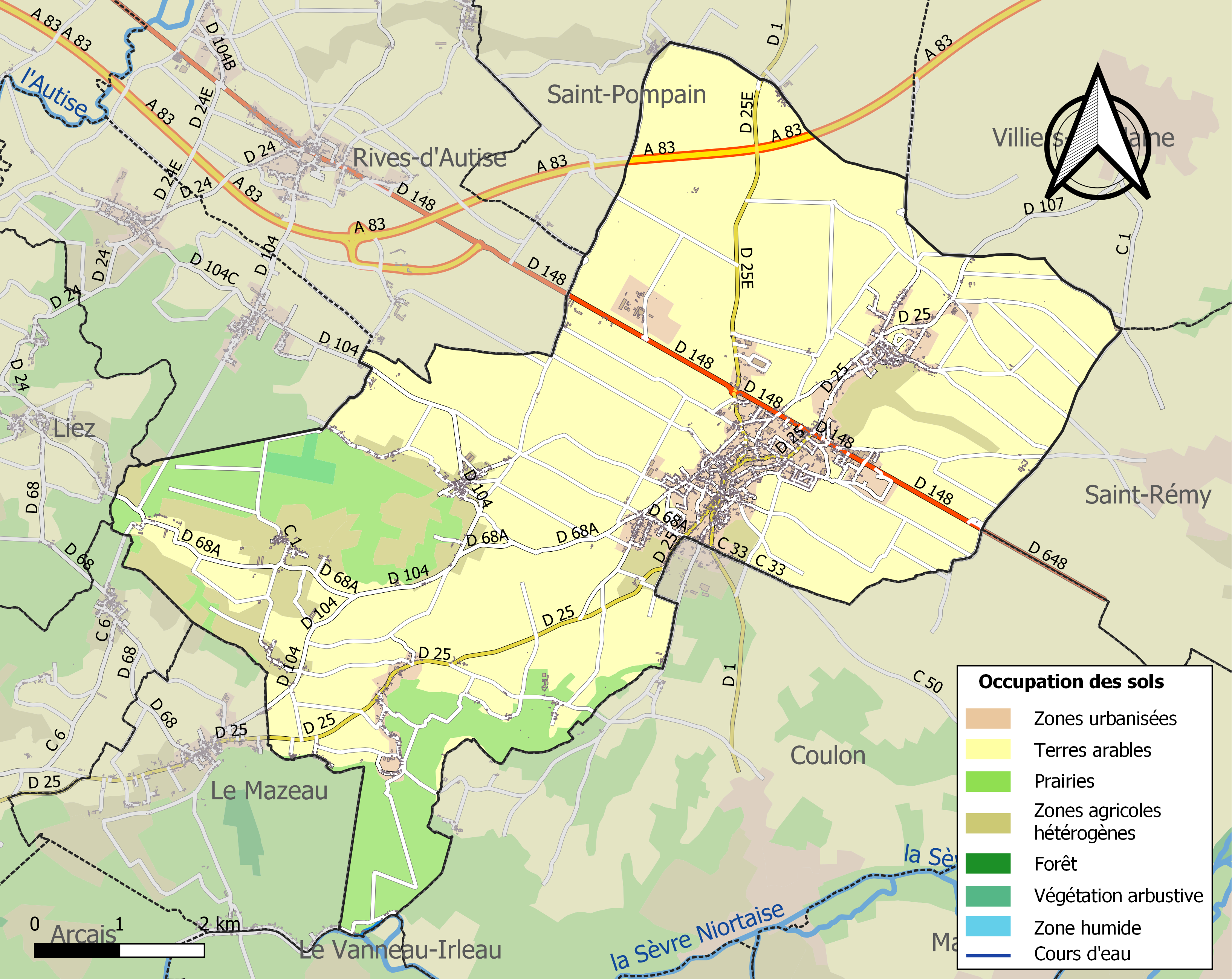
Carte des infrastructures et de l'occupation des sols de la commune en 2018 (CLC).

## Toponymie
En poitevin, la commune est appelée Benét.

## Histoire
- Anciennement nommée Benet-sous-les-Noyers.
- Benet est, le dimanche 7 août 1808, la première commune de la Vendée visitée par Napoléon 1er lors du passage de l'Empereur dans ce département à son retour d'Espagne : il y est accueilli "au son des cloches, sous un arc de triomphe" [2].
- Chef-lieu de canton jusqu’en l’an X, la commune de Benet est ensuite intégrée au canton de Maillezais, puis à celui de Fontenay-le-Comte en 2015.
- Les communes de Lesson et de Sainte-Christine ont été fusionnées avec celle de Benet en 1972.
- Le Benêt ou le Bodet sont deux synonymes qui tirent leurs identités de ce lieu chargé d'histoire.

## Politique et administration

### Liste des maires
| Période                                  | Période                       | Identité                | Étiquette               | Qualité |
| ---------------------------------------- | ----------------------------- | ----------------------- | ----------------------- | --- |
| Les données manquantes sont à compléter. |                               |                         |                         | |
| mai 1933                                 | mars 1977                     | Jean Fleury (1897-1988) | Ind.G puis FGDS puis PS | Éleveur, maire honoraire Ancien résistant et déporté Conseiller général de Maillezais (1945 → 1973) Officier du Mérite agricole                                                                                                  |
| mars 1977                                | mars 1989                     | André Poplineau         | DVD                     | Directeur commercial retraité Réélu en 1983 |
| mars 1989                                | juin 1995                     | Robert Potel            |                         | Cadre retraité |
| juin 1995                                | juillet 2023                  | Daniel David            | PS puis DVG             | Retraité de l'enseignement Conseiller régional des Pays de la Loire (1992 → 2004) Conseiller général de Maillezais (2011 → 2015) 2e vice-président de la CC Vendée Sèvre Autise Réélu en 2001, 2008, 2014 et 2020 Démissionnaire |
| juillet 2023,                            | En cours (au 11 juillet 2023) | Camille Fontaine        |                         | Professeure d'enseignement agricole Adjointe au maire (2020 → 2023) |

## Population et société

### Démographie

#### Évolution démographique
L'évolution du nombre d'habitants est connue à travers les recensements de la population effectués dans la commune depuis 1793. Pour les communes de moins de 10 000 habitants, une enquête de recensement portant sur toute la population est réalisée tous les cinq ans, les populations de référence des années intermédiaires étant quant à elles estimées par interpolation ou extrapolation. Pour la commune, le premier recensement exhaustif entrant dans le cadre du nouveau dispositif a été réalisé en 2008.

En 2022, la commune comptait 4 059 habitants, en évolution de +0,74 % par rapport à 2016 (Vendée : +5,33 %, France hors Mayotte : +2,11 %).
| 1793  | 1800  | 1806  | 1821  | 1831  | 1836  | 1841  | 1846  | 1851  |
| ----- | ----- | ----- | ----- | ----- | ----- | ----- | ----- | ----- |
| 2 007 | 2 106 | 2 100 | 2 314 | 2 233 | 2 274 | 2 344 | 2 502 | 2 508 |

| 1856  | 1861  | 1866  | 1872  | 1876  | 1881  | 1886  | 1891  | 1896  |
| ----- | ----- | ----- | ----- | ----- | ----- | ----- | ----- | ----- |
| 2 501 | 2 497 | 2 625 | 2 471 | 2 517 | 2 606 | 2 581 | 2 580 | 2 590 |

| 1901  | 1906  | 1911  | 1921  | 1926  | 1931  | 1936  | 1946  | 1954  |
| ----- | ----- | ----- | ----- | ----- | ----- | ----- | ----- | ----- |
| 2 487 | 2 464 | 2 536 | 2 201 | 2 151 | 2 026 | 1 933 | 1 945 | 1 987 |

| 1962  | 1968  | 1975  | 1982  | 1990  | 1999  | 2006  | 2008  | 2013  |
| ----- | ----- | ----- | ----- | ----- | ----- | ----- | ----- | ----- |
| 2 253 | 2 025 | 2 761 | 3 062 | 3 224 | 3 202 | 3 521 | 3 610 | 3 930 |

| 2018  | 2022  | - | - | - | - | - | - | - |
| ----- | ----- | - | - | - | - | - | - | - |
| 3 992 | 4 059 | - | - | - | - | - | - | - |

#### Pyramide des âges
En 2018, le taux de personnes d'un âge inférieur à 30 ans s'élève à 31,5 %, soit en dessous de la moyenne départementale (31,6 %). De même, le taux de personnes d'âge supérieur à 60 ans est de 29,5 % la même année, alors qu'il est de 31,0 % au niveau départemental.
En 2018, la commune comptait 1 933 hommes pour 2 059 femmes, soit un taux de 51,58 % de femmes, légèrement supérieur au taux départemental (51,16 %).
Les pyramides des âges de la commune et du département s'établissent comme suit.
| Hommes | Classe d’âge | Femmes |
| ------ | ------------ | ------ |
| 1,0    | 90 ou +      | 2,6    |
| 8,2    | 75-89 ans    | 9,4    |
| 19,7   | 60-74 ans    | 18,3   |
| 20,1   | 45-59 ans    | 20,9   |
| 17,5   | 30-44 ans    | 19,1   |
| 13,8   | 15-29 ans    | 11,3   |
| 19,6   | 0-14 ans     | 18,5   |

| Hommes | Classe d’âge | Femmes |
| ------ | ------------ | ------ |
| 0,8    | 90 ou +      | 2,2    |
| 8,7    | 75-89 ans    | 11,1   |
| 20,3   | 60-74 ans    | 21,3   |
| 20     | 45-59 ans    | 19,4   |
| 17,5   | 30-44 ans    | 16,8   |
| 15     | 15-29 ans    | 13,2   |
| 17,7   | 0-14 ans     | 16,1   |

## Lieux et monuments

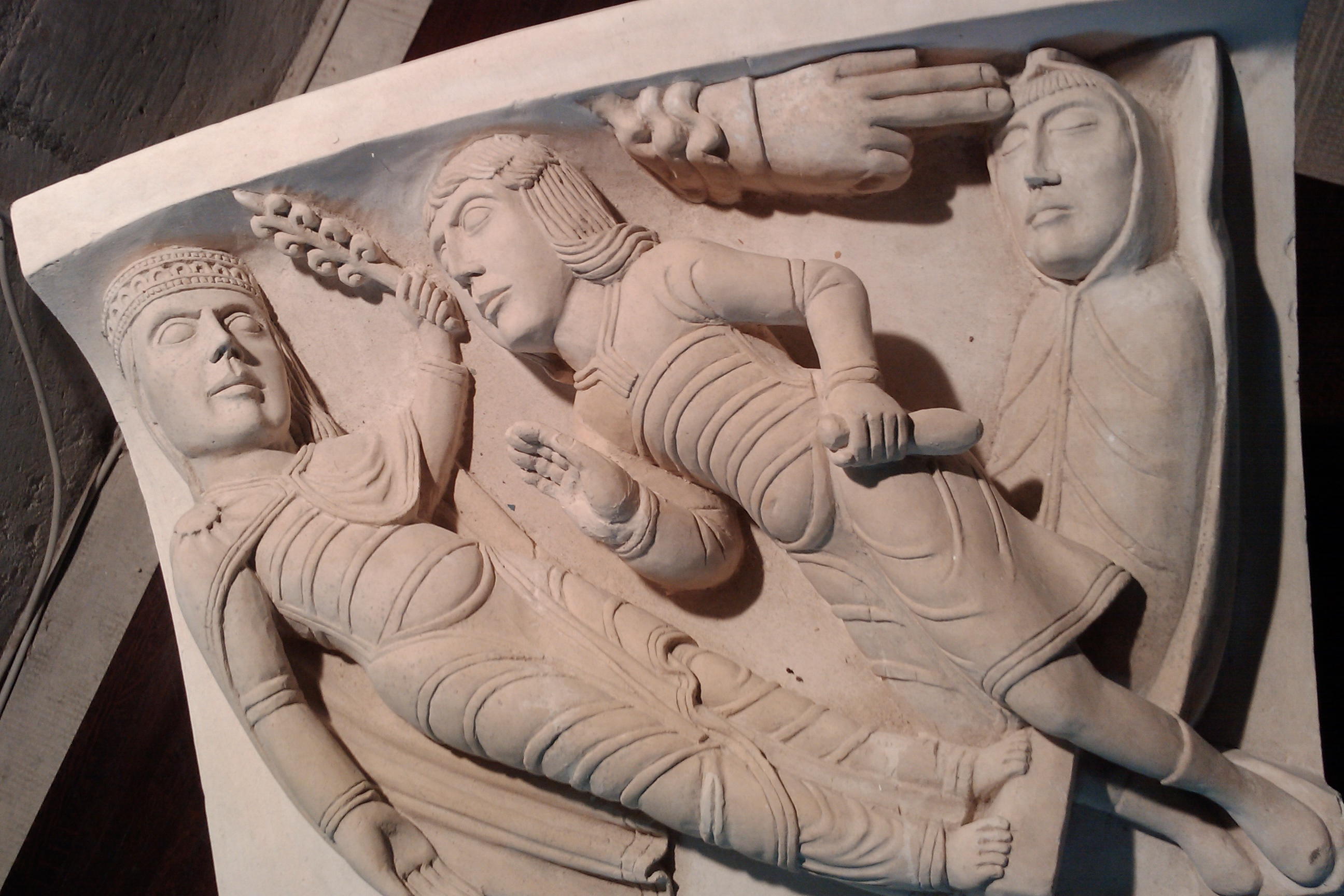
Reproduction d'un décor roman de la voussure de second niveau.

- L'église Sainte-Eulalie, classée monument historique, en fait une étape incontournable des églises et abbayes romanes du sud Vendée (à quelques kilomètres on peut également visiter le magnifique site de l'abbaye de Maillezais).
- Fours à chaux construits en 1873.  Inscrit MH[32].
- La rigole d'Aziré est une zone naturelle humide classée Espace Naturel Sensible. Elle abrite des espèces rares en France comme la fritillaire pintade ou la rosalie des Alpes.
- Deux parcs éoliens ont été créés en 2007 (l'un à Lesson et l'autre autour de la ferme de l'Epineraie), et un troisième en 2019, pour un total 15 éoliennes.
- Gare de Benet, elle dispose d'un bâtiment voyageurs dû à la Compagnie du chemin de fer de Paris à Orléans (PO) qui l'a mise en service en 1868[33].

## Éducation
- École publique du Champ-du-Bois
- École privée Sainte-Mathilde
- Collège public Marais-Poitevin (http://maraispoitevin.e-lyco.fr)
- Collège privé Saint-Martin

## Divers
- Chaque premier dimanche de juillet, la fête du Préfou est organisée dans un cadre magnifique autour du port d'Aziré. De nombreuses activités y sont proposées. La journée se termine par un repas champêtre où l'on peut déguster du préfou, et par le feu de la Saint-Jean flottant sur le port.
- 15 août : fête du cheval de Sainte Christine.
- troisième week-end du mois de novembre : foire aux alouettes.
- décembre : marché aux truffes et au safran.

## Jumelages
- Sundern (Sauerland) (Allemagne).

## Personnalités liées à la commune
- Gabriel Delaunay (1907-1998), résistant, haut fonctionnaire et écrivain français. Né et inhumé à Sainte-Christine.